# فجل بري
الفجل البري  أو الفجيلة أو فجل الخيل (باللاتينية: Raphanus raphanistrum) نبات يتبع جنس الفجل من الفصيلة الصليبية.

## الموئل والانتشار
موطنه حوض البحر الأبيض المتوسط وأوروبا.

## الوصف النباتي
نبات عشبي حولي أو ثنائي الحول.